# Sechseck des Saturn
Das Sechseck des Saturn ist ein beständiges, annähernd gleichseitiges sechseckiges Wolkenmuster um den Nordpol des Planeten Saturn, das sich auf etwa 78°N befindet.

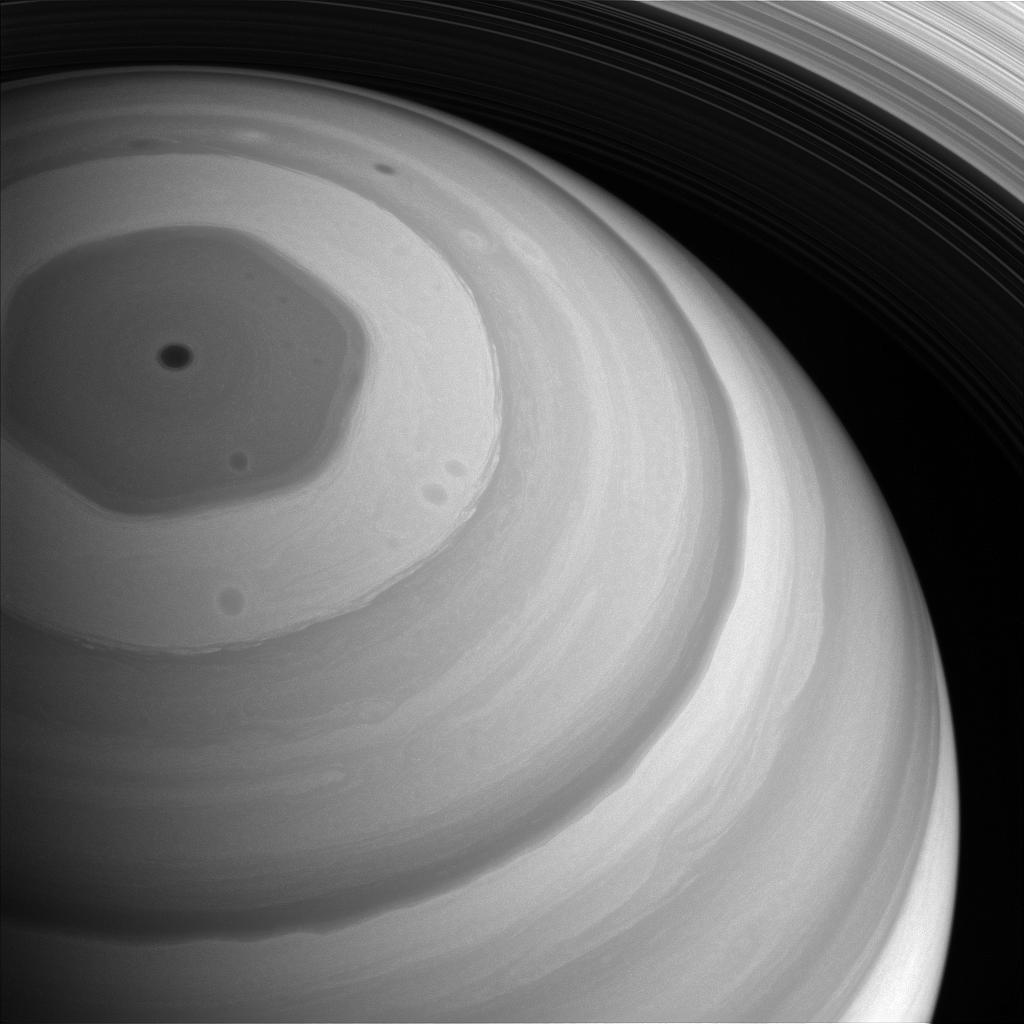
Nahaufnahme (2016)

Die Seiten des Sechsecks sind etwa 14.500 km lang,
was ungefähr 2.000 km länger als der Durchmesser der Erde ist.
Das Sechseck ist etwas mehr als 29.000 km breit, 300 km hoch und möglicherweise ein Jetstream aus atmosphärischen Gasen, der sich mit einer Geschwindigkeit von 320 km/h bewegt.
Es rotiert mit einer Periode von 10h 39 m 24s, der gleichen Periode wie die Radiostrahlung aus dem Inneren des Saturns,
und verschiebt sich nicht in der Länge wie andere Wolken in der sichtbaren Atmosphäre.
Das Sechseck des Saturn wurde 1981 während der Voyager-Mission entdeckt und später von Cassini-Huygens im Jahr 2006 erneut untersucht. Während der Cassini-Mission wechselte das Sechseck von einer überwiegend blauen Farbe zu einer eher gelb-bräunlichen Farbe. Wie Beobachtungen des Hubble-Weltraumteleskop zeigen, hat der Südpol des Saturns kein Sechseck, weist jedoch ebenso einen Wirbel auf.
Es wurden mehrere Hypothesen für das hexagonale Wolkenmuster entwickelt.

## Entdeckung
Das polare Sechseck des Saturn wurde 1981 von der Voyager-Mission entdeckt
und 2006 von der Cassini-Mission erneut besucht.
Cassini konnte nur thermische Infrarotbilder des Sechsecks aufnehmen, bis der Nordpol des Saturns im Januar 2009 in das Sonnenlicht eintrat.
Cassini konnte auch ein Video des sechseckigen Wettermusters aufnehmen, während es sich mit der gleichen Geschwindigkeit wie der Planet bewegte und somit nur die Bewegung des Sechsecks aufzeichnete.

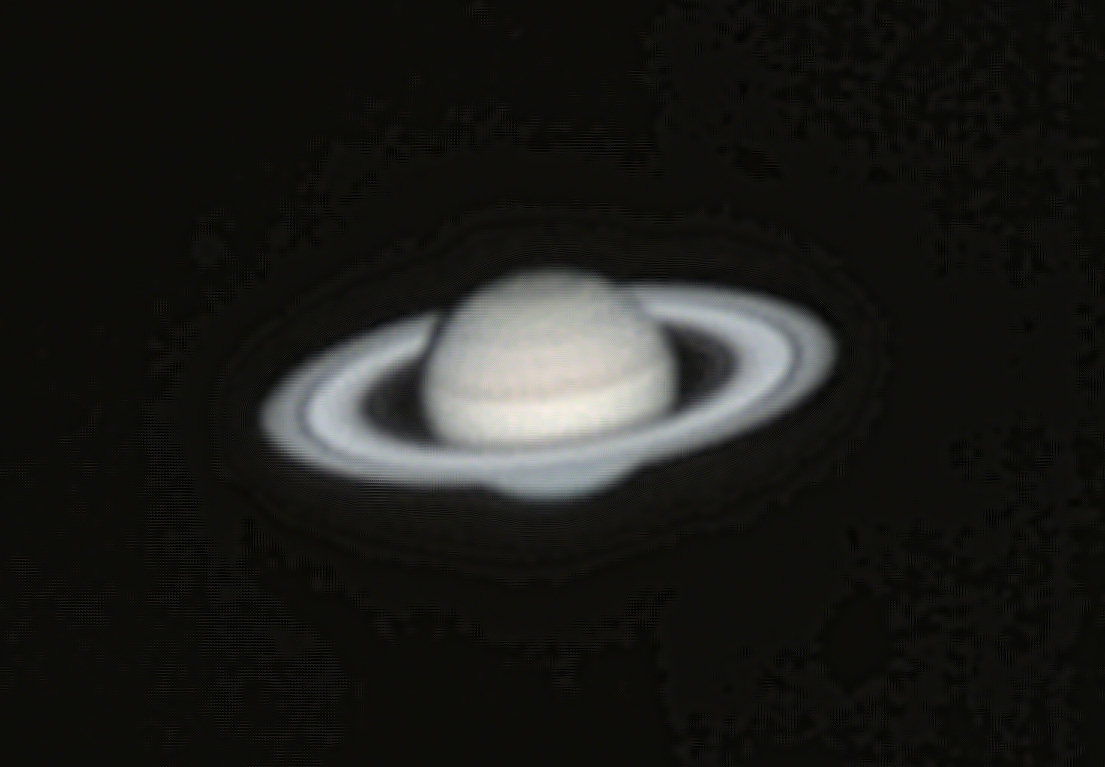
Saturn, aufgenommen durch ein 6-Zoll-Teleskop, zeigt das polare Sechseck

Nach seiner Entdeckung gelang es Amateurastronomen sogar mit Teleskopen für den privaten Gebrauch das Sechseck von der Erde aus abzubilden.

## Farbe
Zwischen 2013 und 2017 veränderte sich die Farbe des Sechsecks von einer überwiegend blauen hin zu einer eher gelb-bräunlichen Färbung. Da der Pol durch den Wechsel der Jahreszeiten auf dem Saturn inzwischen dem Sonnenlicht ausgesetzt ist, wird vermutet, dass durch das nun verstärkt einfallende Sonnenlicht ein Dunst erzeugt wird, der wiederum die Farbänderung verursacht.

2013 und 2017: Farbänderung des Sechsecks

## Hypothesen für die sechseckige Form

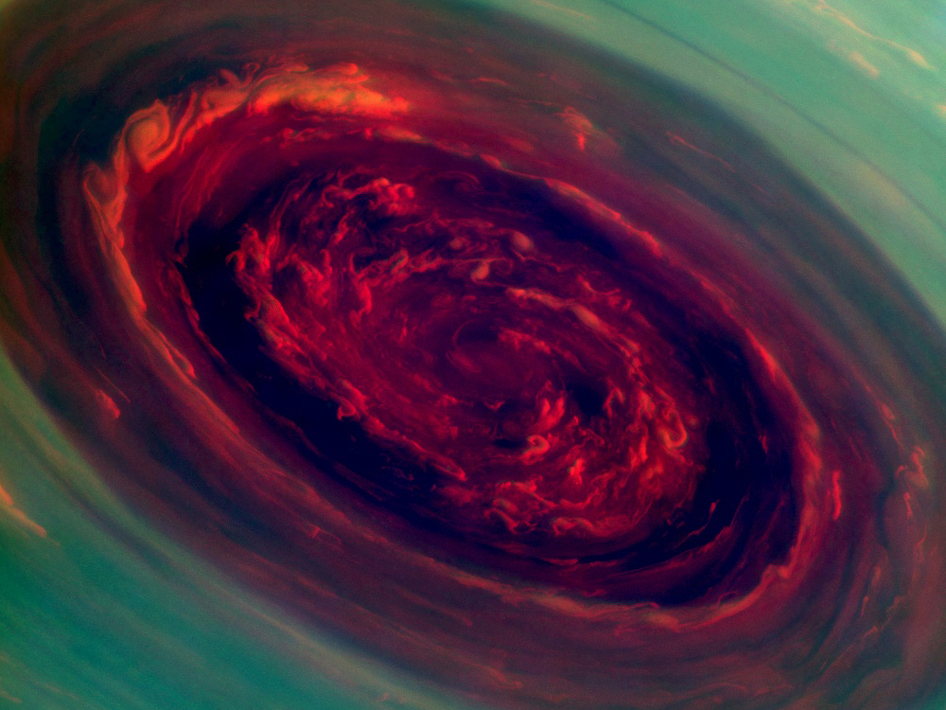
Falschfarbenbild von Cassini-Huygens des zentralen Wirbels tief im Inneren des Sechecks

Eine an der Universität Oxford entwickelte Hypothese vermutet, dass sich das Sechseck dort bildet, wo die Geschwindigkeit des Winds in der Saturnatmosphäre einen hohen Gradient in Bezug auf den Breitengrad aufweist.
Ähnliche regelmäßige Formen wurden im Labor erzeugt, indem ein kreisförmiger Flüssigkeitstank in der Mitte und am Rand mit unterschiedlichen Geschwindigkeiten gedreht wurde. Die dabei am häufigsten erzeugte Form war sechsseitig, aber es wurden auch Formen mit drei bis acht Seiten erzeugt. Die Formen bilden sich in einem Bereich mit turbulenter Strömung zwischen zwei verschiedenen rotierenden Flüssigkeitskörpern mit unterschiedlichen Geschwindigkeiten.
Auf der langsameren (südlichen) Seite der Flüssigkeitsgrenze bildet sich eine Reihe stabiler Wirbel ähnlicher Größe, die miteinander interagieren und sich gleichmäßig über den Umfang verteilen. Das Vorhandensein der Wirbel beeinflusst die Grenze, sich in deren Richtung nach Norden zu bewegen, und dies führt zum Polygoneffekt.
Sechsecke bilden sich nur an Windgrenzen, wenn der Geschwindigkeitsunterschied und der Viskositätsindex innerhalb bestimmter Parameter liegen und sind daher an anderen möglichen Orten für ihre Bildung, wie dem Südpol des Saturns oder den Polen des Jupiters, nicht vorhanden.
Andere Forscher entdeckten, dass Laborstudien Wirbelstraßen zeigen, eine Reihe von spiralförmigen Wirbeln, die im Saturnsechseck nicht beobachtet wurden. Simulationen zeigen, dass ein flacher, langsamer, lokalisierter, mäandrierender Jetstream in der gleichen Richtung wie die vorherrschenden Wolken des Saturns in der Lage ist, das beobachtete Verhalten des Saturnsechsecks mit der gleichen Grenzstabilität zu erreichen.
Die sich entwickelnde barotrope Instabilität des nordpolaren hexagonalen zirkumpolaren Jets (Jet) plus Nordpolarwirbel führt zu einer langlebigen Struktur, die dem beobachteten Sechseck ähnelt, was bei dem reinen Jet-System, das in diesem Zusammenhang in einer Reihe von Arbeiten in der Literatur untersucht wurde, nicht der Fall ist. Der Nordpolarwirbel spielt also eine entscheidende dynamische Rolle bei der Stabilisierung des Sechsecks. Der Einfluss der feuchten Konvektion, die in der Literatur kürzlich als Ursprung des Nordpolarwirbelsystems des Saturn vermutet wurde, wird im Rahmen des barotropen rotierenden Flachwassermodells untersucht und ändert nichts an den Schlussfolgerungen.
Eine mathematische Studie des California Institute of Technology aus dem Jahr 2020 ergab, dass eine stabile geometrische Anordnung der Formation auf jedem Planeten auftreten kann, wenn ein Sturm von einem Ring von Winden umgeben ist, die sich in die entgegengesetzte Richtung des Sturms drehen, ein sogenannter antizyklonaler Ring.